# Chiesa della Madonna degli Angeli (Scorrano di Cellino Attanasio)
La chiesa della Madonna degli Angeli è un edificio di culto situato a Scorrano di Cellino Attanasio, in provincia di Teramo ed è dedicata alla Madonna degli Angeli.

## Descrizione
La chiesa è stata costruita nel 1513 su un alto colle sulla sponda orientale del fiume Vomano. L'interno è costituito da un'unica auletta.